# Sammy Ameobi
Samuel Oluwaseyi J. Ameobi (ur. 1 maja 1992 w Newcastle upon Tyne) – angielski piłkarz nigeryjskiego pochodzenia występujący na pozycji napastnika.